# Juan Sánchez Vidal
 (avril 2021).
Si vous disposez d'ouvrages ou d'articles de référence ou si vous connaissez des sites web de qualité traitant du thème abordé ici, merci de compléter l'article en donnant les références utiles à sa vérifiabilité et en les liant à la section « Notes et références ».
Juan Sánchez Vidal (né le 3 janvier 1958) est un collectionneur de modèles réduits d'avions. Sánchez Vidal, né à Palma de Majorque, possède plus de mille modèles de compagnies aériennes commerciales, une collection que de nombreux experts considèrent comme la plus grande collection d'avions au monde.